# Yucca
|  | Aquest article tracta sobre la localitat d'Arizona. Si cerqueu el gènere de plantes, vegeu «iuca». |

Yucca és una comunitat no incorporada i un lloc designat pel cens (CDP) al comtat de Mohave, Arizona, Estats Units. Segons el cens del 2020 tenia 96 habitants, per sota dels 126 del cens del 2010.
Situat al llarg de la carretera interestatal 40, es troba al sud-oest de Kingman, just a l'est de la secció sud de les Black Mountains i a l'oest de les muntanyes Hualapai i McCracken a Sacramento Valley. Yucca té un codi postal de 86438. Els estudiants de Yucca assisteixen a l'escola primària al districte escolar de Yucca d'una sola escola i a l'escola secundària al districte escolar unificat de Kingman.
Yucca és al sud del comtat de Mohave, a 35 milles (56 km) al nord de Lake Havasu City, 24 milles (39 km) al sud-oest de Kingman, la seu del comtat, i 38 milles (61 km) a l'est de Needles, Califòrnia. Yucca té un clima àrid (classificació climàtica de Köppen BWh) amb estius brutalment calorosos i hiverns frescos. A l'estiu, és normal registrar temperatures per sobre de 43 °C (110 °F) durant dies i dies, mentre que a l'hivern és molt suau i pràcticament no neva: la pluja més alta en un mes és de només 100 mm (4,0 polzades). Les temperatures mínimes mitjanes a l'hivern solen ser de −1,1 a 7,2 °C (30 a 45 °F). El sol brilla durant tota la primavera i principis d'estiu, i la major part de la pluja limitada cau des de baixes extratropicals durant els mesos més freds.

## Història
Yucca va començar com a oficina de comandes i estació d'ompliment d'aigua per al ferrocarril Atlantic and Pacific Railroad (afiliat al Atchison, Topeka and Santa Fe Railway) a la dècada de 1880. Formava part d'una línia ferroviària encarregada pel Congrés dels Estats Units que va des de Saint Louis (Missouri) fins a Needles, Califòrnia. Aquesta línia ferroviària va créixer fins a ser transcontinental i és un important corredor de mercaderies cap al sud de Califòrnia.
Durant la Segona Guerra Mundial les Forces Aèries dels Estats Units van comprar 2.284 acres (9,24 km²) de terra i van desenvolupar l'aeròdrom de Yucca per a la formació de pilots. L'any 1954 la base aèria va ser comprada per Ford Motor Company i, juntament amb un terreny addicional, es va convertir en l'Arizona Proving Ground que comprenia gairebé 4.000 acres (16 km²). Chrysler va comprar el camp de proves el novembre de 2007 a Ford per 34,9 milions de dòlars.

El 1997 es va completar un intercanvi de terres entre el ferrocarril de Santa Fe i el govern dels EUA d'uns 70.000 acres (280 km²) just al sud-oest de Yucca. Gran part de la terra posteriorment propietat del ferrocarril es va subdividir en parcel·les típicament de 40 acres (160.000 m²) i es va oferir al públic en general com a desenvolupament de Stage Coach Trails. Aquest terreny ha estat comprat principalment per particulars per a ús residencial o inversió a llarg termini. Altres desenvolupaments més petits es van obrir just al nord de Yucca l'any 2006. Amb el temps, aquests desenvolupaments residencials poden estimular un renovat creixement empresarial a la zona.